# Seamus Heaney
Seamus Justin Heaney (13. dubna 1939, Castledawson, Severní Irsko, Spojené království – 30. srpna 2013, Toome) byl irský básník, spisovatel a překladatel, nositel Nobelovy ceny za literaturu za rok 1995, a to za  "díla lyrické krásy a etické hloubky, která vyzdvihují každodenní zázraky a živou minulost".

## Život
Narodil se v Severním Irsku na malé farmě poblíž Castledawsonu v hrabství Londonderry. Byl nejstarším z devíti sourozenců. Studoval na koleji sv. Columby a později na Queen’s University v Belfastu, kde roku 1961 získal bakalářský titul. Od roku 1966 zde působil jako profesor angličtiny. Učil později i na Kalifornské univerzitě v Berkeley, Harvardu (od 1985 řádným profesorem) a Oxfordu. V roce 1972 se přestěhoval do Dublinu, kde žil až do své smrti. V roce 1980 se stal členem divadelní společnosti Field Day Theatre Company, brzy po jejím založení dramatikem Brianem Frielem a hercem Stephenem Reou. Roku 1996 získal francouzské vyznamenání Řád umění a literatury.

## Dílo
- Blackberry Picking
- Mid Term Break

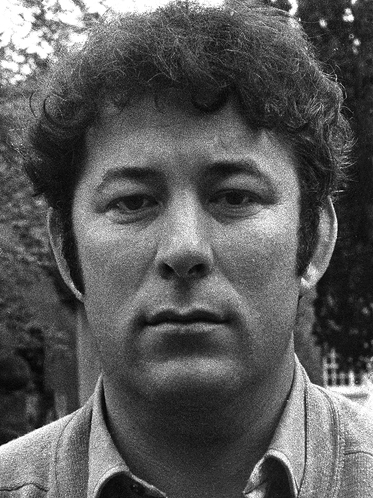
Seamus Heaney v roce 1970.

- Eleven Poems (Belfast: Festival Publications, Queen's University, 1965)
- Digging (Faber & Faber, 1966)
- Death of a Naturalist (Faber & Faber, 1966)
- A Lough Neagh Sequence (Manchester: Phoenix Pamphlets Poets Press, 1969)
- Door into the Dark (Faber & Faber, 1969)
- Boy Driving His Father to Confession (Surrey: Sceptre Press, 1970)
- Night Drive (Devon: Richard Gilbertson, 1970)
- Servant Boy (Detroit: Red Hanrahan Press, 1971)
- Wintering Out (Faber & Faber, 1972)
- The Fire i' the Flint: Reflections on the Poetry of Gerard Manley Hopkins (Oxford University Press, 1975)
- North (Faber & Faber, 1975)
- Field Work (Faber & Faber, 1979)
- Selected Poems 1965-1975 (Faber & Faber, 1980)
- An Open Letter (Field Day, 1983)
- Station Island (Faber & Faber, 1984)
- The Haw Lantern (Faber & Faber, 1987)
- New Selected Poems 1966-1987 (Faber & Faber, 1990)
- Seeing Things (Faber & Faber, 1991)
- Sweeney's Flight (mit Rachel Giese, Fotografin) (Faber & Faber, 1992)
- The Spirit Level (Faber & Faber, 1996)
- Opened Ground: Poems 1966-1996 (Faber & Faber, 1998)
- Electric Light (Faber & Faber, 2001)
- District and Circle (Faber & Faber, 2006)

### Česky a slovensky
- Přezimování pod širým nebem: výbor z poezie. [s.l.]: Odeon, 1985., přeložil Zdeněk Hron
- Jasanová hůl. Praha: Volvox Globator, 1995. 116 s. ISBN 80-7207-119-X.
- Přezimování pod širým nebem: výbor z poezie. Praha: Mladá fronta, 1999. 156 s. ISBN 80-204-0749-9.
- Na okraji vod.. Bratislava: Studňa, Občianske združenie, 2000. 93 s. ISBN 80-967534-9-5.
- Lidský řetěz. Praha: Argo, 2018. 112 s. ISBN 978-80-257-2582-5.